# Ponentina subvirescens
Ponentina subvirescens is een slakkensoort uit de familie van de Hygromiidae. De wetenschappelijke naam van de soort is voor het eerst geldig gepubliceerd in 1839 door Bellamy.